# Thiên hoàng Higashiyama
Thiên hoàng Đông Sơn (東山天皇 (Đông Sơn Thiên hoàng) Higashiyama-tennō, ngày 21 tháng 10 năm 1675 - ngày 16 tháng 1 năm 1710) là vị Thiên hoàng thứ 113 của Nhật Bản, theo Danh sách Thiên hoàng truyền thống.
Đông Sơn Thiên hoàng trị vì từ năm 1687 cho đến năm 1709.

## Thân thế
Trước khi Higashiyama lên nối hoàng vị (kōi), tên húy (imina) của ông là Asahito (朝仁) hay Tomohito và tước hiệu của ông trước khi lên ngôi là Ngũ Cung (Go-no-miya, 五宮).
Ông là con trai thứ năm của Thiên hoàng Reigen với hoàng hậu Fujiwara no Muneko.
Năm 1682, ông được cha phong làm Thái tử kế vị.

## Lên ngôi Thiên hoàng
Ngày 2 tháng 5 năm 1687, Thiên hoàng Reigen chính thức thoái vị và con trai ông là thân vương Tomohito lên ngôi, lấy hiệu là Thiên hoàng Higashiyama. Ông sử dụng lại niên hiệu của cha, lập thành niên hiệu Jōkyō nguyên niên(1687 - 1688).
Nam 1688, Tokugawa Yoshimune cho sửa đổi một số nghi thức, lễ lạt của đám tang (Fuku-kiju-ryō); điều chỉnh quy tắc ứng xử của người dân để tổ chức đám tang cho tốt
Tháng 12/1688, Daijō-sai, một nghi lễ bí truyền của Shinto của người dân Nhật vốn bị cấm đoán dưới thời Thiên hoàng Go-Kashiwabara, nay được Shogun là Tokugawa Yoshimune cho phép khôi phục lại. Nghi lễ này được thực hiện một lần duy nhất vào lúc Thiên hoàng đăng quang ngôi vị.
Ngày 16 tháng 9 năm 1689, bác sĩ người Đức là Engelbert Kaempfer (1651 - 1706) cập bến ở đảo Dejima của nước Nhật. Do chính sách của Mạc phủ Tokugawa cấm chỉ người nước ngoài nhập cảnh vào Nhật Bản (trừ người Hà Lan), nên ông phải xưng là "người Hà Lan" trong các giao dịch với người Nhật. Bất chấp những rắc rối và khó khăn do chính sách Sakoku (Tỏa quốc) của Shogun, Kaempfer chỉ được làm việc tại Thương quán Hà-Lan ở Nagasaki. Ở Nagasaki được 2 năm (1689 - 1691), Kaempfer đi vòng quanh nước Nhật và ông tập trung tài liệu, viết một quyển sách có tên Nihonshi (Nhật Bản Chí). Quyển sách này đề cập đến đến lịch sử, địa lý và văn hóa của Nhật và rất nổi tiếng. Cũng vào lúc này, trong những chương sách của Kaempfer nói về chính sách ngoại giao của Nhật Bản mà Shidzuki Tadao đã dịch, đã có từ Sakoku (Tỏa quốc). Có lẽ đây là lần đầu tiên chữ này đã được dùng để nói về chính sách bế quan tỏa cảng của Nhật (Sakokuron = Tỏa quốc luận) mà cho đến nay qua hai triều Minh Thanh chỉ được người Nhật gọi là "Hải cấm" (giản lược từ Hạ hải thông phiên cấm). Quyển sách này tỏ ra hữu ích với các nhà Đông phương học khi họ nghiên cứu về Nhật Bản.
Năm 1695, Mạc phủ ra lệnh đúc đồng tiền Genroku và khắc hình các nhân vật (gen) vào mặt đồng xu. Đồng tiền Genroku này là sự cải biên từ đồng xu Keichō koban, vốn được Tokugawa Ieyasu cho phép ban hành năm 1601. Đồng tiền có dạng hình thoi kết hợp hình bầu dục, nặng 17.89g. Theo quan điểm của chính quyền Mạc phủ, loại tiền này được dùng để trả cho việc nhập khẩu các mặt hàng xa xỉ của Trung Quốc vào Nhật Bản, nhiều nhất là lụa. Đồng tiền Genroku được tính theo đơn vị là ryō. Theo quy định của chính quyền Tokugawa để tránh cho đồng tiền này bị phá giá, đồng tiền đã được điều chỉnh là 1 đồng ryō bằng 60 monme bạc (tương đương 225 gram), bằng tương đương với 1 koku gạo, và 1 đồng ryō so với giá trị thực tế tương đương 120,000-130,000 Yên
Năm 1697, bản đồ về Nhật Bản được vẽ và xuất bản lần thứ 4, nhưng được coi kém hơn so với các bản đồ được vẽ các lần đầu tiên (1605 - 1639). Bản đồ Genroku này đã được sửa chữa năm 1719 (Kyoho 4) bởi nhà toán học Tatebe Katahiro (1644-1739), sử dụng các đỉnh núi cao như điểm tham chiếu. Bản đồ này có tỉ lệ xích 1: 21.600.
Năm 1697 - 1698, thủ đô Edo của Mạc phủ bị cháy lớn. Sau trận hỏa hoạn năm 1698, một hội trường lớn được xây dựng trong đền thờ Kan'ei-ji ở núi Hiei, ngôi đền lớn thứ hai của giáo phái Thiên Thai tông sau đền Enryaku-ji ở núi Hiei gần Heian-kyo).
Năm 1701, sự kiện Ako diễn ra khi Bốn mươi bảy Ronin nổi dậy giết quan tòa Kira Yoshinaka vì ông ta đã nhục mạ chủ tướng của mình. Sự kiện này thể hiện rõ lòng trung thành, sự hy sinh của các võ sĩ (samurai) thời bấy giờ.
Năm 1703, động đất ở Edo làm các lâu đài và thành quách của Shogun bị phá hủy. Ngay 29 tháng 11 âm lịch, cháy lớn làm phá hủy phần lớn thành phố Edo. Cùng năm này, sóng thần lớn ập vào vùng bờ biển đảo Honshu làm 200.000 người bị chết và bị thương, mất tích.
Tháng 10/1707, động đất mạnh làm phá hủy phần lớn thành phố cảng Osaka.
Tháng 11/1707, núi lửa Phú Sĩ phun trào làm nhiều làng mạc ở Izu, Kai, Sagami và Musashi trúng phải tro núi lửa gây nhiều thiệt hại về người và tài sản.
Tháng 4/1708, cháy lớn ở Edo làm nhiều người chết và bị thương.
Tháng 9/1708, nhà truyền giáo người Italia là Giovanni Sidotti bị quân đội Mạc phủ bắt giữ khi ông ta vừa cập bến Yakushima.
Nam 1709, Shogun Tokugawa Tsunayoshi thành lập ủy ban để xây dựng và chăm sóc lăng mộ Hoàng gia.
Tháng 2/1709, Tokugawa Tsunayoshi bị người vợ của mình ám sát chết vì bà này nghĩ Shogun ngoại tình với nhân tình bên ngoài. Sau khi ám sát chồng, bà tự tử. Cháu trai của Shogun là Tokugawa Ienobu kế vị.
Ngày 27 tháng 7 năm 1709, Higashiyama thoái vị và truyền ngôi cho con trai là thân vương Yoshihito. Thân vương sẽ lên ngôi, lấy hiệu là Thiên hoàng Nakamikado.

### Niên hiệu
- Jōkyō (1684-1688)
- Genroku (1688-1704)
- Hōei (1704-1711)

## Gia đình
- Trung cung Hoàng hậu: Công chúa Yukiko (幸子女王; 1680 - 1720) (Thái hậu Shoshu,承秋門院), con gái của Thân vương Arisugawa-no-miya Yukihito
  - Con gái đầu tiên: Nội Thân vương Akiko (秋子内親王; 1700 - 1756)
- Phu nhân: Kushige Yoshiko (櫛笥賀子; ?- ?) (Thái hậu Shin-syuken, 新崇賢門院), con gái của Kushige Takatomo.
  - Con trai đầu: Hoàng tử Ichi (一宮; 1693 - 1694)
  - Con trai thứ 2: Hoàng tử Ni (二宮; 1696 - 1698)
  - Con trai thứ 4: Hoàng tử Hisa (寿宮; 1700 - 1701)
  - Con gái thứ 2: Công chúa Tomi (福宮; 1703 - 1705)
  - Con trai thứ 5: Hoàng tử Yasuhito (慶仁親王) (Thiên hoàng Nakamikado)
  - Con trai thứ 6: Thân vương Kan'in-no-miya Naohito (閑院宮直仁親王; 1704 - 1753) - Thân vương Kan'in-no-miya đầu tiên
- Phu nhân: Reizei Tsuneko (冷泉経子; 1678 - 1755) (nữ tu sĩ Phật giáo)
  - Con trai thứ 3: Hoàng tử Kōkan (公寛法親王; 1697 - 1738) (tu sĩ Phật giáo)
- Nữ tỳ(?): Takatsuji Nagakazu (高辻長豊; ? - ?)
  - Con gái thứ 3: Công chúa Kōmyōjyō'in (光明定院宮; 1707 - 1707)
  - Con gái thứ 4: Công chúa Syōsyuku (聖祝女王; 1709 - 1721)

## Tham khảo

Japanese Imperial kamon — a stylized chrysanthemum blossom